# Spółgłoska przedniojęzykowa
Spółgłoski przedniojęzykowe – rodzaj spółgłosek wyróżniony ze względu na narząd artykulacji. Przy tworzeniu tego rodzaju głosek aktywny udział bierze przednia część języka w szczególności jego czubek i brzeg (krawędź).

## Artykulacja
Artykulacja przedniojęzykowa obejmuje następujące miejsca artykulacji:
- spółgłoski międzyzębowe,
- spółgłoski zębowe i zazębowe,
- spółgłoski dziąsłowe (zwane również alweolarnymi) i zadziąsłowe,
- spółgłoski przedniopodniebienne wymawiane z retrofleksją.

Ze względu na dużą swobodę ruchów tego odcinka języka wyróżnia się rozmaite typy artykulacji przedniojęzykowej. Można wydzielić:
- spółgłoski apikalne artykułowane przy pomocy czubka języka,
- spółgłoski laminalne artykułowane przy części języka znajdującej się za jego brzegiem,
- spółgłoski subapikalne artykułowane z wygiętym czubkiem języka ku górze.

Przy artykulacji głosek przedniojęzykową ważną rolę odgrywa ułożenie języka (płaskie, wzniesione, wysokie), a w przypadku sybilantów także szerokość utworzonej szczeliny (szeroka, wąska, bardzo wąska). Poza tym znaczenie może mieć ułożenie czubka języka, który może się znajdować u nasady dolnych zębów lub być uniesiony do góry.

## Przykłady wjęzyku polskim
W języku polskim mamy następujące głoski przedniojęzykowe:
- zębowe
  - [t] jak t w słowie tama
  - [d] jak d w słowie dama
  - [ʦ] jak c w słowie wiece
  - [ʣ] jak dz w słowie miedze
  - [s] jak s w słowie sama
  - [z] jak z w słowie zawał
  - [n] jak n w słowie nawał
  - [ɫ] jak ł w słowie miłość
- dziąsłowe
  - [ɾ] lub [r] jak r w słowie rama
  - [l] jak l w słowie  lama
- zadziąsłowe
  - [ʧ] jak cz w słowie  czemu
  - [ʤ] jak dż w słowie  dżemu
  - [ʃ] jak sz w słowie  szal
  - [ʒ] jak ż w słowie  żal

W języku polskim typowa realizacja głosek [t, d, s, z, n] jest związana z zębami 
(dokładniej jest laminalno-dentalna), a tylko przed spółgłoskami dziąsłowymi szczelinowymi i zwarto-szczelinowymi występują warianty o artykulacji dziąsłowej. W języku angielskim  [t, d, s, z, n] mają artykulację dziąsłowa (dokładniej apikalno-alweolarną lub laminalno-alweolarną).
W języku polskim wymowa [tʃ, dʒ, ʒ, ʃ] jest silniej związana z dziąsłami (dokładniej można o artykualacji laminalno-(post)alweolarnej),  język ułożony jest płasko. Wymowa tych głosek w języku angielskim jest bardziej zadziąsłowa, a język (w części lanialno-predorsalnej) jest lekko wzniesiony w kierunku zadziąsłowej części podniebienia twardego.

## Terminologia
Spółgłoski przedniojęzykowe to inaczej spółgłoski koronalne (od grec. κορώνα - 'korona', łac. corona 'wieniec, korona', też 'brzeg (krawędź) języka').